# Alex Fitzalan
Alex Fitzalan (Sydney, 26 aprile 1997) è un attore australiano noto per il ruolo di Harry Bingham nella serie Netflix The Society.

## Biografia
Alex Fitzalan è cresciuto nella città natale con un fratello e una sorella. Nel 2014, appena maggiorenne, si è trasferito negli Stati Uniti per seguire il sogno di diventare attore. Attualmente vive in California.

## Filmografia

### Cinema
- I Miss You, regia di Nick L'Barrow e Anton Sheptooha - cortometraggio (2014)
- Delusional, regia di Steven Leone - cortometraggio (2016)
- Wandering Soul, regia di Josh Tanner - cortometraggio (2016)
- Season, regia di Jasmine Russ - cortometraggio (2016)
- Goodbye, Kitty, regia di Steven Leone - cortometraggio (2016)
- Slender Man, regia di Sylvain White (2018)
- Chevalier, regia di Stephen Williams (2022)

### Televisione
- Yesterday Is History – documentario TV, episodi 1x1 (2014)
- Life Series – serie TV (2017)
- The Get, regia di James Strong – film TV (2017)
- Crash & Burn, regia di Minkie Spiro – film TV (2017)
- The Society – serie TV, 10 episodi (2019)
- The Wilds – serie TV, 9 episodi (2022)

## Doppiatori italiani
Nelle versioni in italiano delle opere in cui ha recitato, Alex Fitzalan è stato doppiato da:
- Manuel Meli in The Society, Chevalier
- Andrea Di Maggio in Slender Man
- Riccardo Menni in The Wilds